# Hóquei Clube Os Tigres
O Hóquei Clube Os Tigres é um clube português fundado em 1954, onde um grupo de rapazes de Almeirim, incentivados pelos feitos das seleções nacionais da época, se dedicaram à prática do hóquei em patins. Fundaram um clube a que chamaram Hóquei Clube "Os Tigres", e utilizavam o rinque dos Empregados do Comércio em Santarém para a sua prática. 
Era desmotivador, para gente tão moça, ter que se deslocar a terra alheia, utilizando transportes públicos, para a prática da modalidade. Por isso, ali mesma foi interrompida, mas o espírito manteve-se vivo e quando a Câmara Municipal procedeu à construção de um rinque descoberto no parque desportivo municipal, ressurgiu, em carácter definitivo, a ideia de fundar oficialmente o Hóquei Clube "Os Tigres", o que aconteceu no período pós 25 de abril de 1974.

## História
Em Almeirim não existia o gosto pela prática do hóquei, o que foi ultrapassado pelo bom nível técnico dos praticantes que representaram "Os Tigres" nos primeiros anos.
Não havia "escola" de hóquei em patins, mas antigos praticantes e não só, em pouco tempo criaram categorias nos escalões etários mais baixos, de tal modo que esta coletividade chegou a ser, a nível distrital, uma das melhores, contando no seu palmarés com alguns títulos distritais e a Taça Ribatejo.
A sua equipa sénior chegou a disputar o campeonato da segunda divisão nacional, ficando por várias vezes perto da subida à primeira divisão nacional.
O entusiasmo vivido em redor da equipa sénior diminuiu o empenho na formação, com consequente empobrecimento do clube, o que o levou ao quase desaparecimento, não fora alguns "carolas", terem "pegado" nos miúdos e não deixarem "morrer" o clube e a modalidade, tendo vindo a recuperar, mantendo em atividade os diferentes escalões de formação, com competições a nível distrital, tendo o expoente máximo, desta fase, acontecido nas épocas de 1998/1999 e 2000/2001, com a equipa de infantis B a disputar encontro nacional da categoria.
Em 2002, o clube decidiu formar a equipa de seniores, disputando o campeonato nacional da 3.ª divisão, mantendo os escalões de formação e tendo adoptado uma nova modalidade no clube – a patinação artística sobre rodas, movimentando, no conjunto, cerca de 100 atletas.
O clube tem ainda uma secção de pesca desportiva, que, em 1990, alcançou o título máximo nacional, e a secção de campismo e caravanismo.
Em 2011 o clube garantiu a subida à primeira divisão nacional e sagrou-se campeão nacional da segunda divisão pela primeira vez no seu historial.
Em 2013/2014 e novamente em 2015 o clube recebeu a taça de campeão nacional da segunda divisão em seniores.
Em 2019 o Hóquei Clube "Os Tigres" regressou à primeira divisão nacional de Hóquei em Patins.
Em 2024 a equipa de sub-19 do Hóquei Clube "Os Tigres" sagrou-se campeã da Taça APL, competição organizada pela Associação de Patinagem de Lisboa.